# Economicidade
Economicidade é a característica de algo que é econômico, isto é, que pode ser realizado com baixos custos.
É importante diferenciar os termos eficácia, eficiência, economicidade e efetividade. A eficácia é a capacidade de atingir os objetivos pretendidos. A eficiência é a adequada relação entre os custos incorridos e os benefícios advindos do alcance dos objetivos. A economicidade, conforme dito, é a ocorrência de baixos custos em um empreendimento. Finalmente, a efetividade é a capacidade de resolver o problema inicial que se acreditava que seria resolvido com o alcance dos objetivos pretendidos.
Um exemplo ilustrará bem a diferença entre os conceitos. Sejam duas obras em um Município para construir, respectivamente uma ponte ao norte e outra ao sul, ambas sobre um rio que corta a cidade. Após as obras, ambas permitem o trânsito dos cidadãos sobre o rio (ambas foram eficazes), mas a ponte ao norte é pouco utilizada pela população, pois foi construída em região com menor acessibilidade por estradas (foi menos efetiva que a ponte ao sul). Quanto aos custos, a ponte ao norte custou R$ 100.000 e a ponte ao sul, R$ 500.000 (a ponte ao norte foi mais econômica). Finalmente, a ponte ao norte permite um fluxo de cerca de 100.000 cidadãos por mês (1 cidadão por cada unidade de R$ empregado) e a ponte ao sul, um fluxo de aproximadamente 1.000.000 de cidadãos por mês (2 cidadãos por cada unidade de R$ empregado), tendo esta sido mais eficiente que aquela. Note que, neste exemplo, a ponte ao sul foi mais eficiente, embora menos econômica.
Para o Tribunal de Contas da União, a economicidade é o indicador que mede o custo dos insumos e recursos alocados a uma atividade; a eficiência, o indicador que mede a relação entre a quantidade de produto e o custo dos insumos do processo; a eficácia, o que mede o alcance de metas de entrega de bens e serviços; e a efetividade, aquele que mede o alcance dos objetivos finalísticos, traduzidos em solução ou redução de problemas na sociedade. O Manual de Auditoria Operacional desse Tribunal (referência 4) é bastante didático quanto a esses conceitos.